# Monumento a José Martí
El Monumento a José Martí es un monumento al pensador y poeta cubano José Martí (1853 - 1895). Ubicado en el lado norte de la Plaza de la República en el barrio de El Vedado (La Habana) Se trata de una torre con forma de estrella, presidida por una estatua de Martí rodeada por seis columnas y jardines

## Historia
La primera estatua que se levantó en homenaje a Martí, fue develada en el Parque Central de La Habana el 24 de febrero de 1905 durante una ceremonia solemne, pero el gobierno presionó en los años siguientes para la realización de un monumento de tamaño superior con el firme propósito de honrar dignamente la memoria del apóstol de la independencia y poner de manifiesto su importancia. Hoy las tres obras más importantes que conmemoran a Marti en Cuba son la estatua en el Parque Central de 1905, el monumento de la Plaza de la Revolución y el mausoleo en Santiago de Cuba de 1951.
El lugar ocupado por el monumento era conocido como la "Loma de Los Catalanes" o la "Ermita de los Catalanes", porque allí se ubicaba el Monasterio de Montserrat, la Virgen de Cataluña. En ese lugar se construyó el nuevo centro geográfico de La Habana, primer proyecto de la plaza desarrollado en 1926 por el arquitecto francés Forestier.
El éxito del proyecto fue la culminación de una serie de concursos por el monumento que se iniciaron en 1937. Entre las diferentes propuestas, se produjo una versión de la torre coronada por una estatua de Martí y un monumento similar al Lincoln Memorial en Washington, con una estatua de Martí sentado en el interior.
El cuarto concurso en 1943 seleccionó un proyecto del arquitecto Aquiles Maza y del escultor Juan José Sicre. Para construir el monumento, fue necesario demoler la ermita de Montserrat, que ocupaba el lugar propuesto.
Varios obstáculos retrasaron la adquisición de la Ermita de los Catalanes por el Estado y provocaron demoras en la demolición, así que la obra aún no había comenzado cuando Fulgencio Batista tomó el poder tras golpe de Estado de 1952. El año siguiente, en el centenario del nacimiento de Martí, Batista comenzó a llevar a cabo el trabajo para ganar apoyo popular y por medio de una ley de impuestos, empezó a recaudar el dinero para financiar su ejecución.
El monumento fue concluido efectivamente al final de los años cincuenta, pero Batista no tuvo el tiempo de asistir a su inauguración oficial.

## Descripción

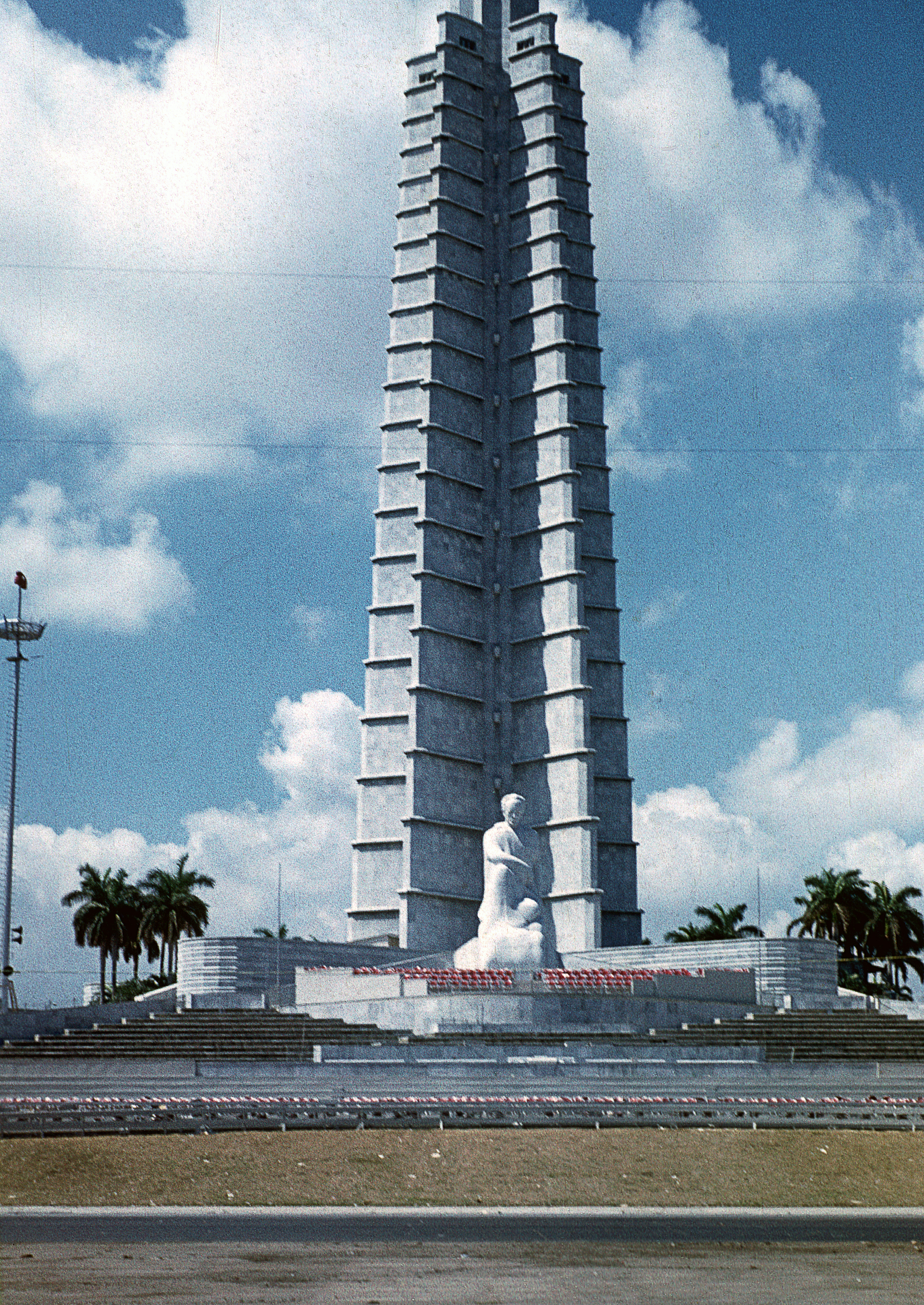
Monumento a José Martí en La Habana, Cuba (1973)
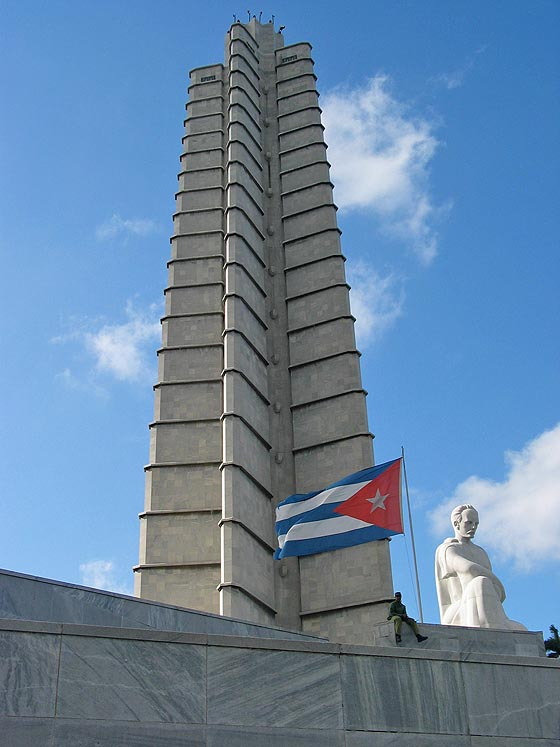
Monumento a José Martí en La Habana, Cuba (16 de enero de 2005)
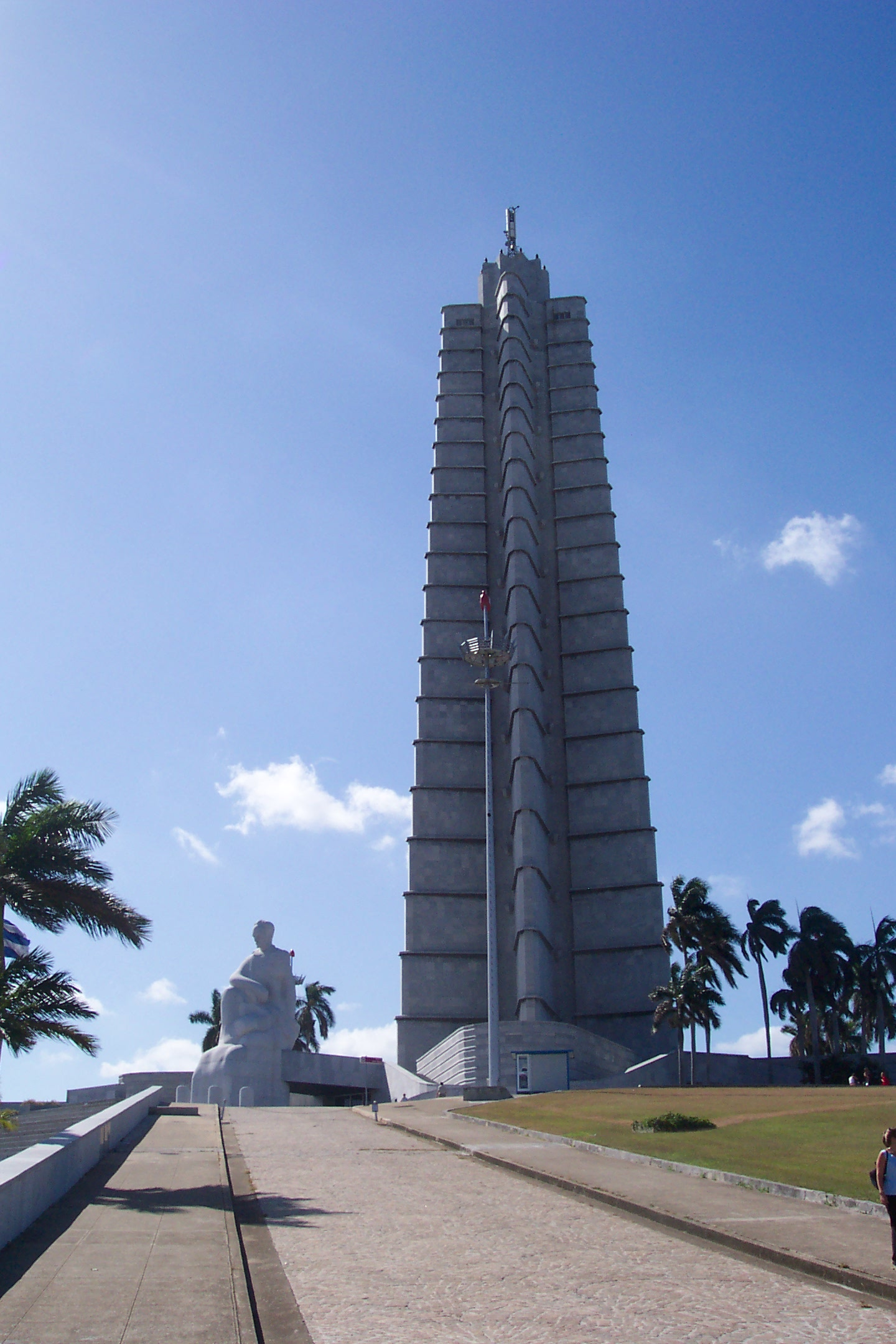
Monumento a José Martí en La Habana, Cuba (2007)
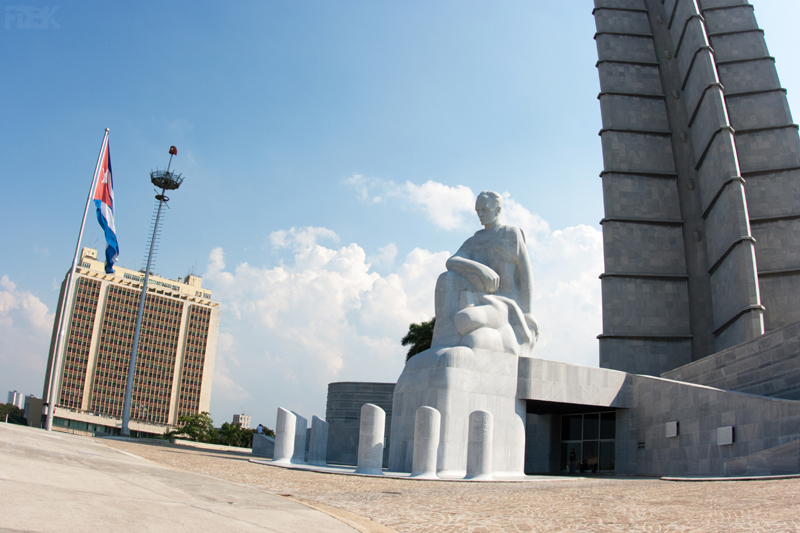
Monumento a José Martí en La Habana, Cuba (octubre de 2011)
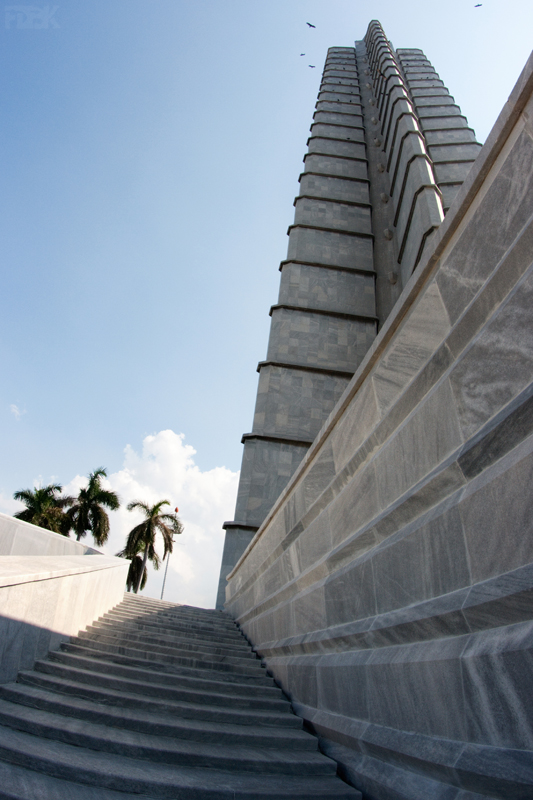
Monumento a José Martí en La Habana, Cuba (octubre de 2011)

El conjunto monumental se encuentra en la Plaza de la Revolución, frente al Ministerio del Interior (con la conocida imagen del Che Guevara tomada por el fotógrafo Korda).
Es el más grande de los monumentos a José Martí en la isla (30 m.): la torre, diseñada por un equipo de arquitectos dirigido por Enrique Luis Varela y recubierta en mármol gris de la Isla de la Juventud, tiene la forma de una estrella de cinco puntas.
Delante del monumento se encuentra una estatua de Martí sentado como El pensador de Rodin de mármol blanco y 18 m de altura. La estatua, tallada in situ por Sicre, está rodeada por seis columnas, que representan las seis provincias que existían en Cuba antes de la división político-administrativa actual. La plataforma de la estatua es emplea como tarima y tribuna durante las manifestaciones deportivas o políticas.

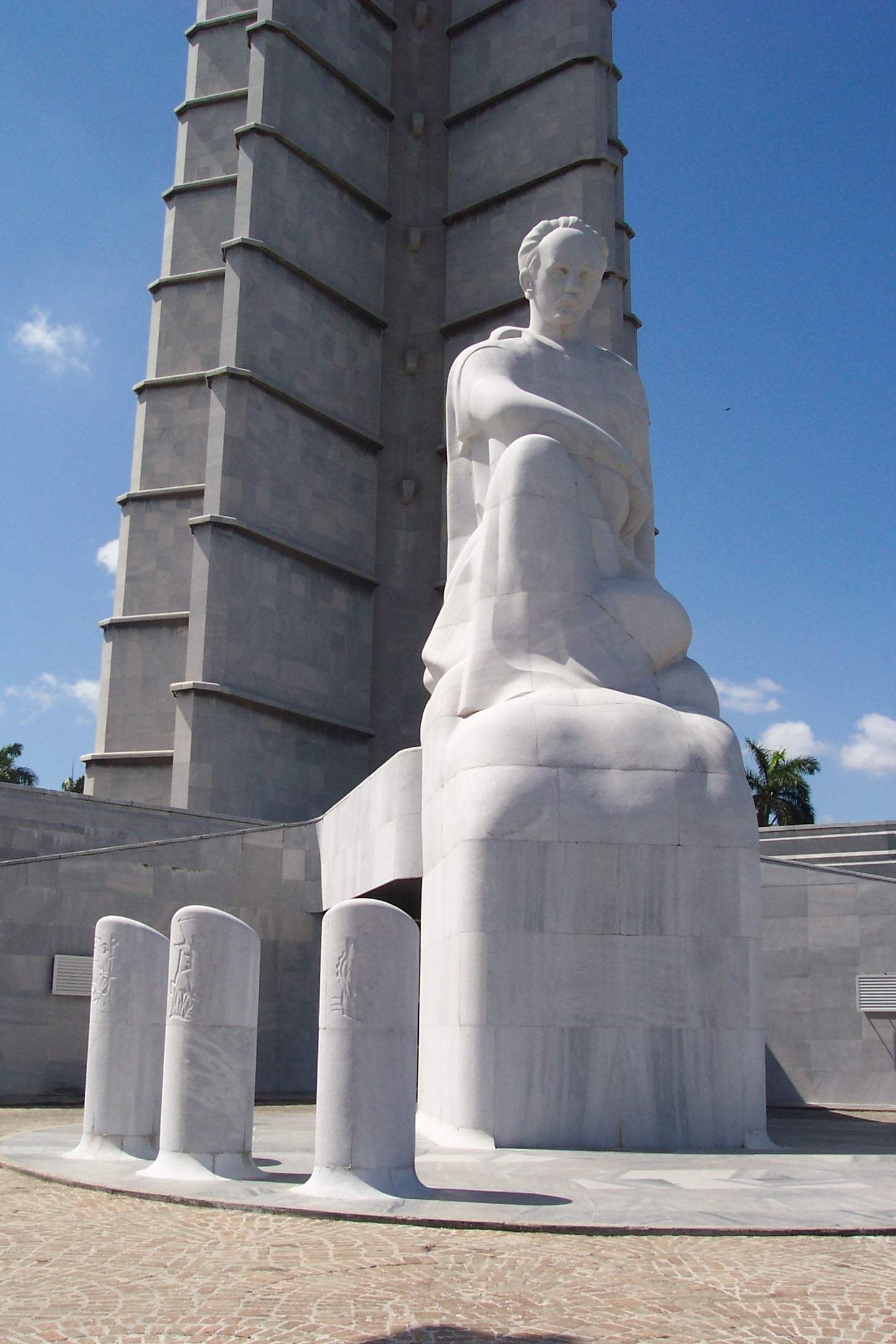
Estatua de Martí de Sicre.
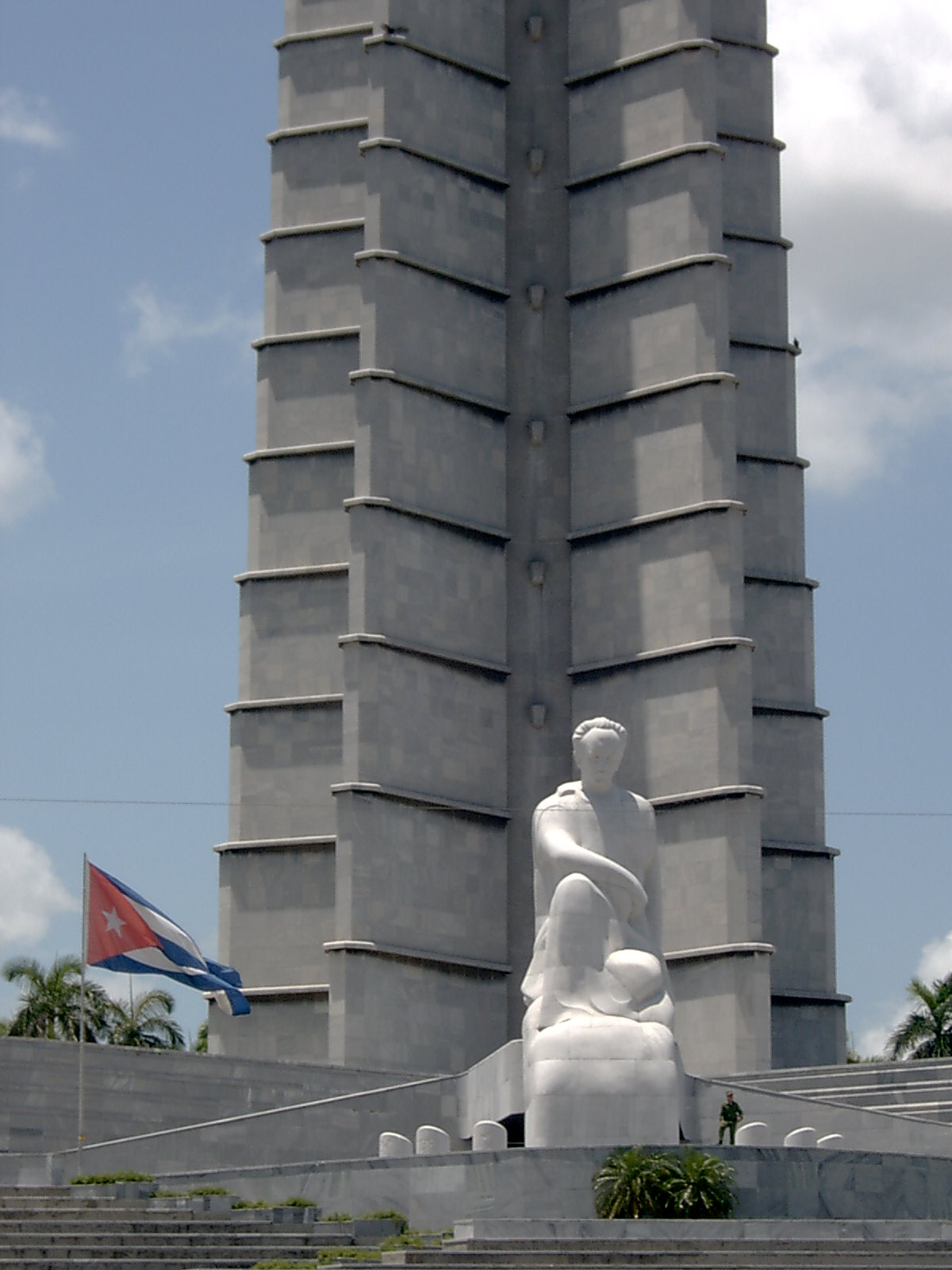
Estatua de Martí de Sicre.
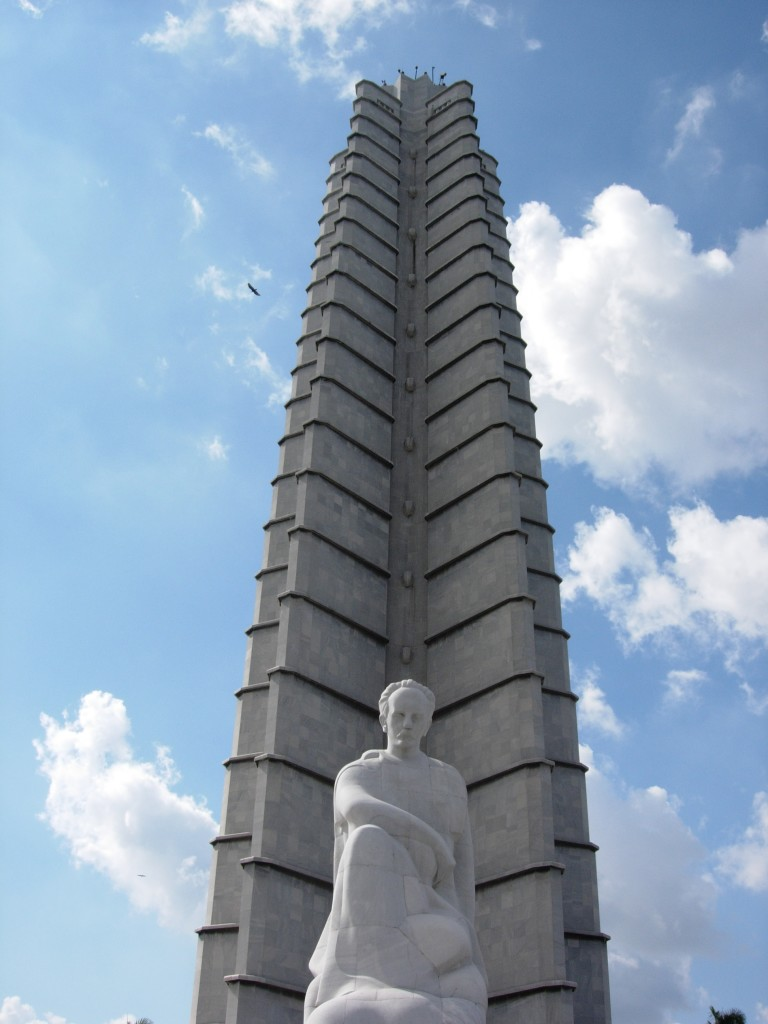
Estatua de Martí de Sicre.

Desde el mirador del Monumento a 129 metros sobre el nivel del mar, localizado 10 m de la cima y considerado como el punto más alto de la ciudad (superando los 62 m de la cúpula del Capitolio), se abre una visión panorámica de la Havana hasta 50 km.

## Actividad turística y cultural
Los recorridos por el Memorial y áreas aledañas constituyen una oferta de gran demanda en los programas de ocio y tiempo libre de carácter histórico cultural. Los visitantes pueden subir al monumento y disfrutar de la mejor vista panorámica de La Habana. Sin embargo, muchos turistas se han quejado de las comisiones ad hoc que cobran los funcionarios del monumento, que varían bastante en función de los miembros del personal en los puestos de venta.
Hay también timadores que cobran a los turistas por subir los escalones conmemorativos
En la base del monumento se encuentra un museo, inaugurado el primero de febrero de 1996, que consiste en cuatro salas de exposiciones y una sala de actos con capacidad para 100 personas, con un programa que incluye también conferencias, presentaciones de libros y conciertos de pequeño formato.
Dos salones acogen una exposición permanente sobre el héroe nacional cubano, con objetos significativos de su vida y otras reliquias, tales como grabados, dibujos, iconografía, primeras ediciones de sus obras, los títulos de licenciado en Filosofía y Letras y Derecho del joven Apóstol, extendidos por la Universidad española de Zaragoza, y un quetzal mesoamericano disecado que le fue dado en 1877 por el entonces presidente de Guatemala, Justo Rufino Barrios Auyón.
En el recinto se encuentra además un mural de cerámica veneciana creado por el artista cubano Enrique Caravia Montenegro, donde prevalece el verde y en el cual están registrados 89 pensamientos de Martí en letras bañadas en oro de 10 quilates.

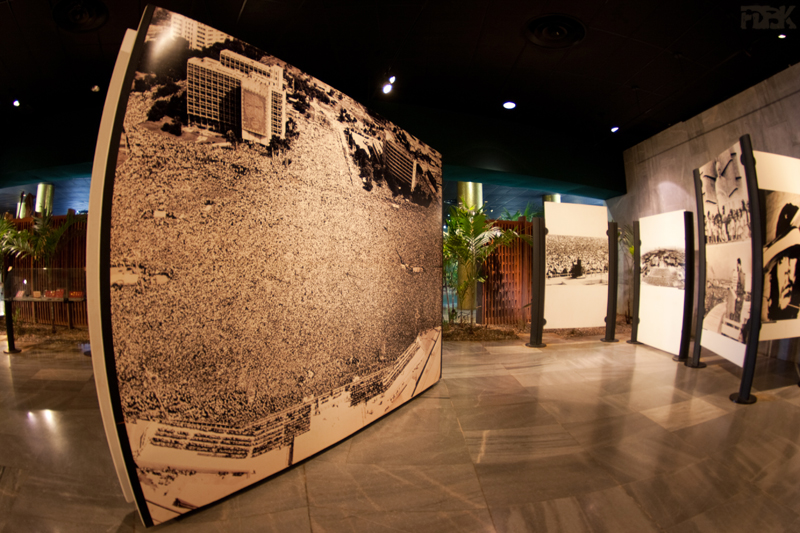
Museo en la base del Memorial (octubre de 2011)
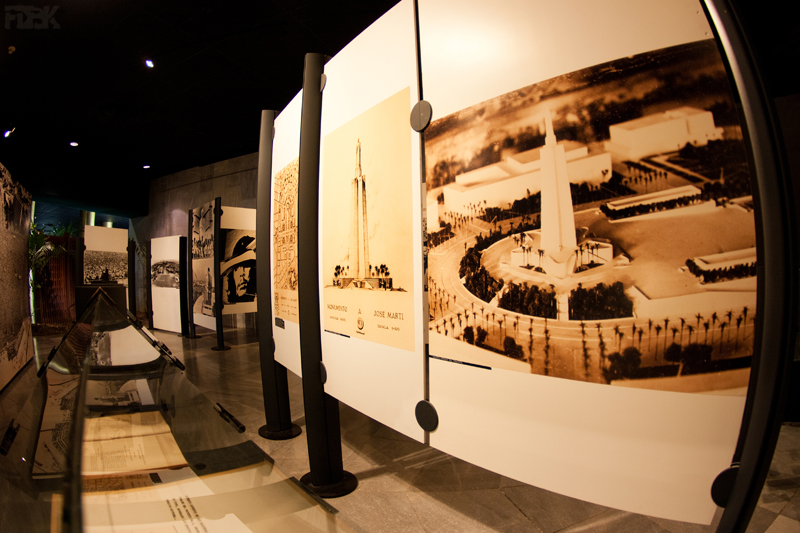
Museo en la base del Memorial (octubre de 2011)
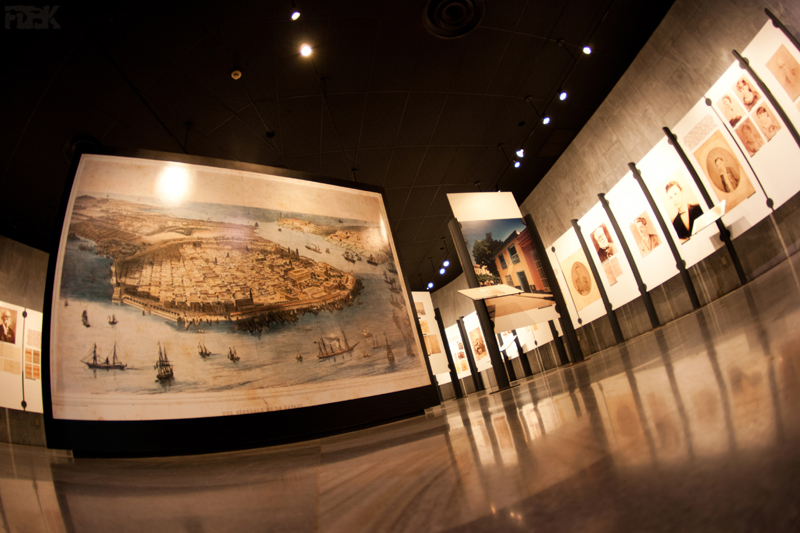
Museo en la base del Memorial (octubre de 2011)

## Hechos históricos
Después de la victoria de la Revolución se empezò a utilizar la instalación para grandes reuniones y fue en 1961 que la plaza tomó el nombre de "Plaza de la Revolución". La conversión de la Plaza en un lugar simbólico de la Revolución generó fricciones: el 22 de enero de 1960 Anastás Mikoyán, primer oficial soviético que visitó la isla tras la Revolución, colocó una ofrenda floral ante el monumento, desencadenando la reacción de un grupo de estudiantes de la Acción Católica univeristaria, que intentaron sacarla y sustituirla por otra en desagravio. Los anticomunistas consideraban que era un insulto a la memoria del "apóstol de la Independencia" recibir un homenaje de un representante de una tirania que había machacado las aspiraciones de libertad e independencia del pueblo húngaro.
Desde entonces, se han organizado aquí los funerales de las más grandes personalidades de la política y de la cultura del país, incluidas las de Celia Sánchez, Blas Roca, Nicolás Guillén y los mártires de los aviones del ataque de Barbados.
La insignia de la Orden de la Solidaridad representa el monumento en la Plaza de la Revolución, inscrito en una circunferencia de 24 milímetros de diámetro.